# 1612 en musique classique
| \| • Retour à la chronologie générale de la musique classique • \| |
| Grèce • Rome • Haut Moyen Âge • VIIIe siècle • IXe siècle • Xe siècle • XIe siècle XIIe siècle • XIIIe siècle • XIVe siècle • XVe siècle • XVIe siècle • XVIIe siècle XVIIIe siècle • XIXe siècle • XXe siècle • XXIe siècle |
| • Retour à la chronologie générale de la musique classique • |

| Années en musique classique : 1609 - 1610 - 1611 - 1612 - 1613 - 1614 - 1615    |
| Décennies en musique classique : 1580 - 1590 - 1600 - 1610 - 1620 - 1630 - 1640 |

## Événements
- Schütz devient maître de chapelle à Dresde.

## Œuvres
- Cantiones sacræ, de Peter Philips.
- Delitiæ Musicæ, sive Cantiones, de Joachim van den Hove.
- Terpsichore musarum, recueil de danses de Michael Praetorius.

Entre 1611 et 1613 :
- Parthenia, premier recueil de musique anglaise pour clavier imprimé par gravure sur cuivre, constitué de pièces destinées au virginal.

## Naissances

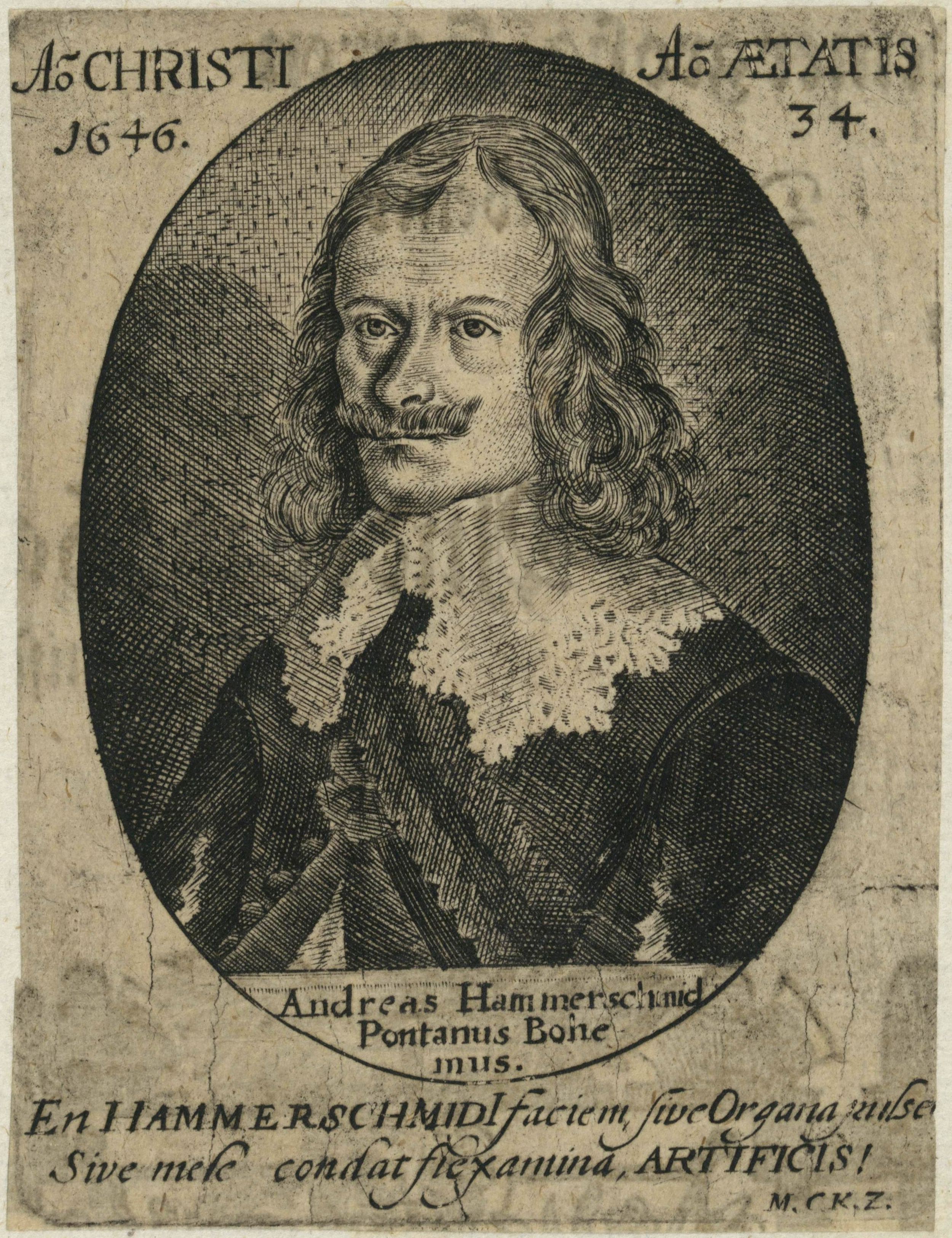
Andreas Hammerschmidt

- Wolfgang Ebner, organiste, maître de chapelle et compositeur allemand († 12 février 1665).
- (ou 1611) : Andreas Hammerschmidt, compositeur et organiste baroque allemand originaire de Bohême († 20 octobre 1675).

## Décès
- 8 juin : Hans Leo Hassler, compositeur allemand (° 26 octobre 1564).
- 12 août : Giovanni Gabrieli, compositeur italien (° 1557).
- 24 septembre : Johannes Lippius, théologien, philosophe et théoricien de la musique (° 24 juin 1585).
- novembre : Antonio Archilei, compositeur, chanteur et luthiste italien de la Renaissance (° 1542).

Date indéterminée :
- Giovanni Bardi, écrivain, compositeur et critique italien (° 5 février 1534).

Peut-être 1612 :
- Giovanni Battista Ala, organiste et compositeur italien (° XVIe siècle).